# Carol Sudhalter
Carol Stearns Sudhalter (* 5. Januar 1943 in Newton, Massachusetts) ist eine US-amerikanische Jazzmusikerin (Flöte, Bariton- und Tenorsaxophon).

## Leben und Wirken
Sudhalter wuchs in einer musikalischen Familie auf: Ihr Vater Albert Sudhalter war Altsaxophonist bei Herbie Marsh, Eddy Duchin und Bobby Hackett; auch ihre Brüder (darunter Dick Sudhalter) sind als Musiker aktiv. In den frühen 1960er Jahren lernte sie auf dem Smith College, wo sie sich auf ein Biologiestudium vorbereitete, Flöte. Sie erhielt bis 1974 Instrumentalunterricht hauptsächlich bei privaten Lehrern in Washington, New York, Boston, Israel und Italien, bevor sie am New England Conservatory bei Ran Blake studierte. In den 1970er Jahren arbeitete sie als Musiklehrerin. 
Sie entschied sich, zusätzlich auch Saxophon zu lernen. 1978 zog sie von Boston nach New York City, um in der Frauenband Latin Fever Latin Jazz und Salsa zu spielen. 1984 trat sie beim New York Women's Jazz Festival mit ihrem Quartett und Hiroko Kokubu auf. 1986 gründete sie die Astoria Big Band. Sie trat mit Musikern wie Sarah McLawler, Etta Jones, Chico Freeman und Jimmy McGriff auf und spielte in den großen New Yorker Clubs ebenso wie auf US-amerikanischen und italienischen Festivals. Sie begründete die Montags-Konzerte im Athens Square Park Jazz, wo sie von 1989 bis 2001 Jazz präsentierte. Zeitweise gehörte sie auch zum Diva Jazz Orchestra.
Daneben war sie als Instrumentallehrerin, unter anderem im Mannes College, aktiv.

## Diskographische Hinweise
- Hey There (1985)
- Who Will Buy? Carol Sudhalter’s Astoria Big Band, Audiokassette (1993)
- Soon (1997)
- Carol in the Garden of Jazz (1999)
- Tribute to Charlie Camilleri (2001)
- It’s Time, Carol Sudhalter Sextet, (2002)
- Last Train to Astoria (2002)
- Palace (2005) Naomi Camilleri. Carol on tenor sax.
- Shades of Carol (2005)
- New York Time (2009)
- Under My Hat (2010)
- The Octave Tunes (2010)
- Carmelo and Carol Remember: The Great Film Music of the Sixties (2011)